# لامپرولوگوس پنج‌خط
لامپرولوگوس پنج‌خط (نام علمی: Neolamprologus tretocephalus) گونه‌ای از سیکلیدهای بومی دریاچه تانگانیکا ساکن مناطق شنی نیمه شمالی دریاچه است. این سیکلید شکارچی نرم‌تنان دریاچه است. این گونه می‌تواند تا ۱۵ سانتیمتر (۵٫۹ اینچ) TL نیز رشد کند. این گونه در تجارت آکواریوم نیز یافت می‌شود.